# Marius Baar
Pour les articles homonymes, voir Baar.
Cet article possède un paronyme, voir Marius Bar.
Marius Baar, né au XXe siècle est un journaliste et essayiste allemand.

## Vie
Outre ses essais, il est également connu pour sa peinture avec des expositions à Paris et à Munich.
En 1954, durant une de ses missions en Afrique, à Korbo (Tchad), il s'efforça de codifier par écrit la langue dangaléat.

## Thèses
Pour Baar, la révolution islamique en Iran représente un tournant dans l'histoire du monde et un renouveau de l'Islam.

## Œuvres
en français
- Nouvelles de Korbo, Mission évangélique (Korbo, Tchad)., Liliane Baar - 1981
- L' Occident à la croisée des chemins: essai d'interprétation de la prophétie des temps de la fin, Éditions Minora, 1980.

en anglais
- The unholy war, T. Nelson, 1980,  (ISBN 0840757476)

en allemand
- Tschad, Land ohne Hoffnung?: Erlebnisbericht einer 25jährigen Aufbautätigkeit im Dangaleat-Stamm, Verlag der Liebenzeller Mission, 1985.
- Zeitbomben der Weltgeschichte: Nahost, die Folgen eines jahrhundertealten Missverständnisses, Verlag der Liebenzeller Mission, 1992.
- Kollision der Kulturen: Apokalypse der Zukunft, Éditeur Christl. Verlag-Ges., 2002,  (ISBN 3894363509).
- Eskalation in Nahost: Heiliger Krieg im Heiligen Land, Éditeur Christliche Verlagsgesellschaft, 2002,  (ISBN 3894363541).
- Islam: antikristuksen miekka, Kuva ja sana, 1980,  (ISBN 9519073787).
- Das Abendland am Scheideweg: Versuch einer Deutung der endgeschichtlichen Prophetie, 1979.
- Nahost, Auftakt zu Weltbrand oder Weltfrieden? : Erbschaftsstreit zwischen Ismael und Isaak um Volk, Land und Segen

en hollandais
- Het Westen voor de keuze: poging tot verklaring van de profetieën over de eindtijd, Novapres, 1980,  (ISBN 9063180179).